# Pleurota aristella
Pleurota aristella is een vlinder uit de familie van de sikkelmotten (Oecophoridae). De wetenschappelijke naam werd gepubliceerd in 1767 door Carl Linnaeus.
De soort komt voor in Europa.